# Saldaña de Burgos
Saldaña de Burgos település Spanyolországban, Burgos tartományban. Saldaña de Burgos Sarracín, Villariezo, Burgos, Cardeñadijo és Modúbar de la Emparedada községekkel határos. Lakosainak száma 201 fő (2024).

## Népesség
A település népessége az utóbbi években az alábbiak szerint változott:
| Lakosok száma | 128  | 132  | 144  | 185  | 185  | 178  | 188  | 182  | 189  | 201  |
|               | 2001 | 2004 | 2006 | 2009 | 2011 | 2014 | 2016 | 2019 | 2021 | 2024 |